# Johnny O’Connell
Johnny O’Connell (ur. 24 lipca 1962 w Poughkeepsie) – amerykański kierowca wyścigowy.

## Kariera
O’Connell rozpoczął karierę w międzynarodowych wyścigach samochodowych w 1986 roku od startów w Amerykańskiej Formule Super Vee. Z dorobkiem 68 punktów został tam sklasyfikowany na dziesiątej pozycji w klasyfikacji generalnej. W późniejszych latach Amerykanin pojawiał się także w stawce American Racing Series, IMSA Camel GTO, Firestone Indy Lights, IMSA Exxon Supreme GT Series, 24-godzinnego wyścigu Le Mans, IMSA World Sports Car Championship, Indy Racing League, United States Road Racing Championship, FIA GT Championship, Grand American Rolex Series, American Le Mans Series, SCCA World Challenge, Pirelli World Challenge oraz NASCAR Nationwide Series.

## Wyniki w 24h Le Mans
| Rok  | Zespół                    | Partnerzy                          | Samochód                    | Klasa    | Okr. | Poz. | Klasa Pos. |
| ---- | ------------------------- | ---------------------------------- | --------------------------- | -------- | ---- | ---- | ---------- |
| 1994 | Clayton Cunningham Racing | Steve Millen John Morton           | Nissan 300ZX Turbo          | IMSA GTS | 317  | 5    | 1          |
| 1998 | Panoz Motorsports DAMS    | Éric Bernard Christophe Tinseau    | Panoz Esperante GTR-1       | GT1      | 236  | NU   | NU         |
| 1999 | Panoz Motorsports         | Jan Magnussen Max Angelelli        | Panoz LMP-1 Roadster-S Ford | LMP      | 323  | 11   | 9          |
| 2000 | Panoz Motorsports         | Hiroki Katoh Pierre-Henri Raphanel | Panoz LMP-1 Roadster-S-Élan | LMP900   | 342  | 5    | 5          |
| 2001 | Corvette Racing           | Ron Fellows Scott Pruett           | Chevrolet Corvette C5-R     | GTS      | 278  | 8    | 1          |
| 2002 | Corvette Racing           | Ron Fellows Oliver Gavin           | Chevrolet Corvette C5-R     | GTS      | 335  | 11   | 1          |
| 2003 | Corvette Racing           | Ron Fellows Franck Fréon           | Chevrolet Corvette C5-R     | GTS      | 326  | 12   | 3          |
| 2004 | Corvette Racing           | Ron Fellows Max Papis              | Chevrolet Corvette C5-R     | GTS      | 334  | 8    | 2          |
| 2005 | Corvette Racing           | Ron Fellows Max Papis              | Chevrolet Corvette C6.R     | GT1      | 347  | 6    | 2          |
| 2006 | Corvette Racing           | Ron Fellows Max Papis              | Chevrolet Corvette C6.R     | GT1      | 327  | 12   | 7          |
| 2007 | Corvette Racing           | Jan Magnussen Ron Fellows          | Chevrolet Corvette C6.R     | GT1      | 342  | 6    | 2          |
| 2008 | Corvette Racing           | Jan Magnussen Ron Fellows          | Chevrolet Corvette C6.R     | GT1      | 344  | 14   | 2          |
| 2009 | Corvette Racing           | Jan Magnussen Antonio García       | Chevrolet Corvette C6.R     | GT1      | 342  | 15   | 1          |
| 2010 | Corvette Racing           | Jan Magnussen Antonio García       | Chevrolet Corvette C6.R     | GT2      | 225  | NU   | NU         |